# ETOPS
ETOPS (англ. Extended-range Twin-engine Operational Performance Standards / Extended Twin OPerationS) — аббревиатура, используемая в гражданской авиации для правил выполнения полётов увеличенной дальности над водной поверхностью самолётами с двумя газотурбинными двигателями. Международные требования к выполнению таких полётов приняты Международной организацией гражданской авиации (ИКАО) в Приложении 6 к Чикагской конвенции (1944 года).

## Назначение
Требования в отношении ETOPS изначально были приняты с целью расширения возможностей применения двухдвигательных самолётов над водной поверхностью путём обеспечения продолжительного времени полёта на одном двигателе, что позволит сойти с маршрута при отказе одного двигателя и достичь подходящего для посадки аэродрома.
Маршрут полёта ETOPS должен быть построен так, чтобы из каждой его точки над водой соблюдалось правило соблюдения заданного времени полёта до ближайшего приемлемого для вынужденной посадки (запасного) аэродрома на одном работающем двигателе (на случай отказа одного из двигателей). На иллюстрации зелёным цветом показан кратчайший возможный прямой маршрут между двумя аэродромами. Если нет подходящих запасных аэродромов близко к линии этого маршрута, то он превращается в более длинный (показанный на схеме пунктиром), поскольку надо иметь запасные аэродромы в радиусе достижимости при полёте самолёта на одном двигателе. Чем больше этот радиус (то есть выше располагаемое время полёта самолёта на одном двигателе), тем ближе будет расчетный (пунктирный) маршрут к кратчайшему (зелёному).
В последние годы стандарты Приложения 6 были распространены на полеты самолётов с числом двигателей более двух над любой безориентирной и труднодоступной поверхностью (не только водой) и используемая аббревиатура заменена на EDTO (Extended Diversion Time Operation или полёт с увеличенным временем ухода на запасной аэродром).

## История

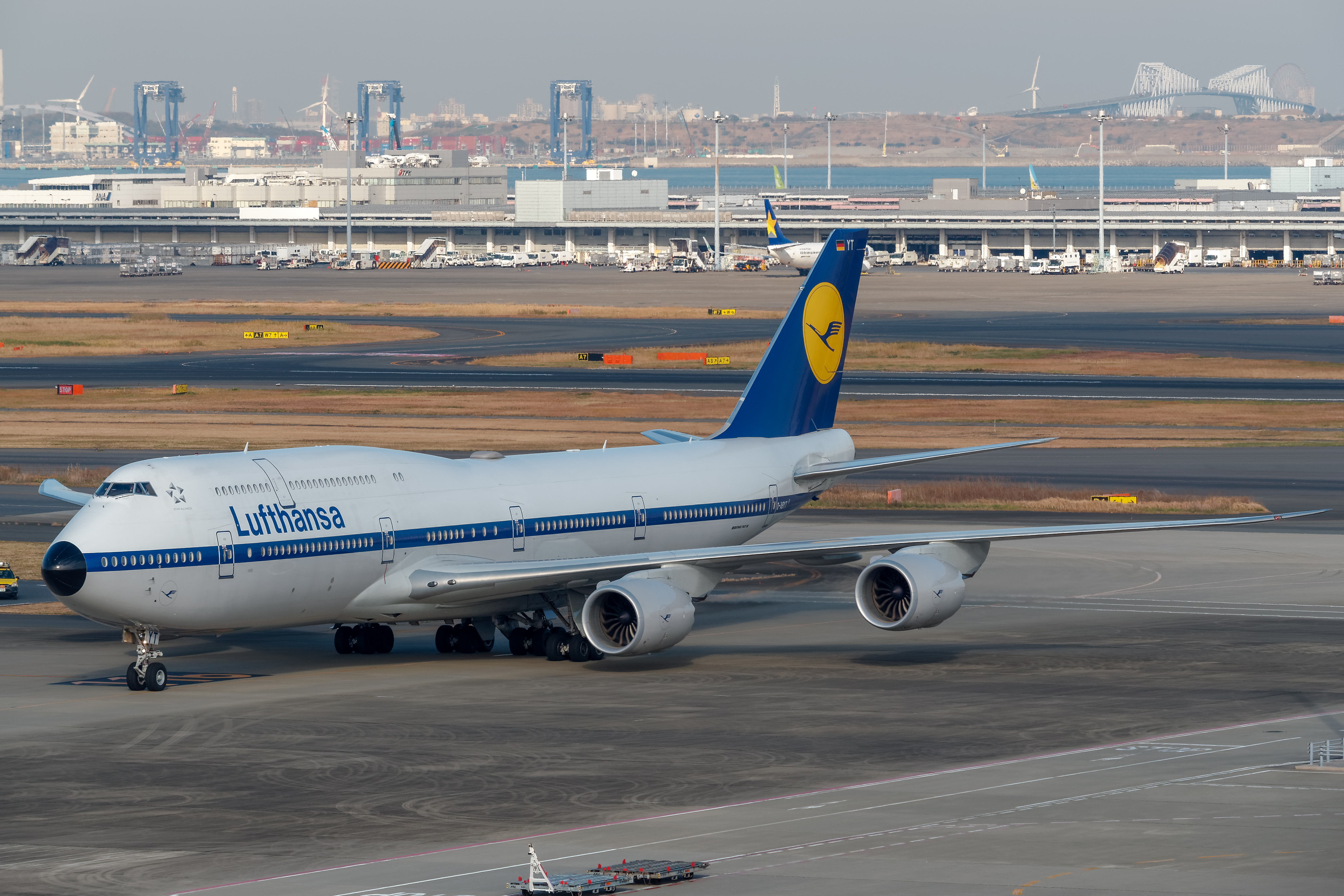
Авиалайнерам с более чем двумя двигателями отдавалось предпочтение при выполнении дальнемагистральных рейсов из-за ограничений на полëты двухмоторных самолëтов через отдалëнные районы.

В 1936 году предшественник Федерального управления гражданской авиации США (FAA), Бюро воздушной торговли, ограничило коммерческие операции в воздушном пространстве Соединëнных Штатов в пределах 100 миль (160 км) от соответствующего аэропорта. Для многих самолëтов той эпохи это означало около 60 минут при неработающем двигателе.:с.10 
В 1953 году, когда надежность поршневых двигателей и лëтно-технические характеристики самолета повысились, Федеральное авиационное агентство США ввело «правило 60 минут», согласно которому двухмоторные самолёты обязаны были находиться в пределах 60 минут полёта до ближайшего аэродрома. ИКАО же расширила зону действия правила до 90 минут, для ухода на запасной аэродром на двух двигателях. Этим правилом пользовались в основном европейские компании.:с.10
В начале 1980-х в ИКАО была создана экспертная комиссия по ETOPS для обоснования увеличения допустимых интервалов до 120 минут и выработки соответствующих норм и правил. После долгих обсуждений был утверждён стандарт ИКАО, который допускал полёты двухмоторных самолётов на удалении более 60 минут от аэродрома при выполнении определённых условий и стал основой для норм национального воздушного законодательства.
Введение правил ETOPS стало возможным благодаря развитию двигателестроения и, как следствие, повышения надёжности авиационных двигателей, делавшей их отказы крайне маловероятными. Для получения разрешения на полёты ETOPS производители самолётов и авиакомпании вынуждены были предоставить регулирующим органами доказательства высокой надёжности данного типа воздушного судна исходя из статистики отказов, дублирования систем. Принятие норм ETOPS позволило урегулировать правила полётов через океан, пустыню, либо полярные зоны для таких двухдвигательных самолётов, как Airbus A220, А300, А310, А320, А330, А350, ATR 72, Боинг 737, Боинг 757, Боинг 767, Боинг 777, Боинг 787, Bombardier Q Series, Embraer E-Jet.
Первым российским самолётом, сертифицированным для полётов по требованиям ETOPS-120 стал Ту-204. 28 марта 2015 года в Ульяновске успешно завершился комплекс сертификационных испытаний Ту-204-300 (заводской номер 64026) на соответствие требованиям для полётов на трассах с временем полёта до запасного аэродрома на одном работающем двигателе до 120 минут. Это позволяет выполнять на самолёте трансатлантические перелеты.
Успешные полёты двухмоторных самолётов по правилу ETOPS-120 позволили принять расширенные требования ETOPS 180 минут. Первым самолётом сертифицированным на полёты по правилам ETOPS 120 и 180 минут стал Boeing 767. Первым самолётом сертифицированным на полёты ETOPS 180 уже с начала его производства является Boeing 777.
В 2017 году ИКАО выпустила Стандарты и рекомендуемые практики (SARPS) для ETOPS, из за чего ETOPS стали распространены и на четырёхмоторные самолëты, такие как Boeing 747-8, а терминология обновлена до EDTO (англ. Extended Diversion Time Operations — Операции с увеличенным временем переключения).

### Ранние реактивные авиалайнеры
В то время, как самые ранние реактивные двигатели часто были ненадëжны, более поздние двигатели, такие как Pratt & Whitney JT8D (стояли на таких самолëтах, как, McDonnell Douglas DC-9 и Boeing 737) были значительно более надëжными и безопасными. Поскольку реактивные двигатели стали обеспечивать бо́льшую мощность, чем поршневые, и при этом повышалась надëжность, самолëты, размеры которых ранее требовали четырёх поршневых двигателей, теперь можно было строить, используя только два реактивных.: стр.11 
К концу 1960-х годов большинство крупных гражданских авиалайнеров были оснащены реактивными двигателями, что привело к вытеснению поршневых двигателей для выполнения таких задач, как грузовые рейсы. Благодаря тому, что JT8D надëжно служил на трёхдвигательном Boeing 727, в 1964 году было отменено правило 60 минут для трёхдвигательных самолëтов, что, в свою очередь, открыло путь для разработки широкофюзеляжных межконтинентальных трёхдвигательных самолëтов, таких как Lockheed L-1011 TriStar и McDonnell Douglas DC-10. К тому времени "правило 60 минут" распространялось только на двухмоторные реактивные самолëты. До конца 1980-х годов на международных дальнемагистральных рейсах преобладали трёх- и четырёхдвигательные самолëты.

### Ранние ETOPS

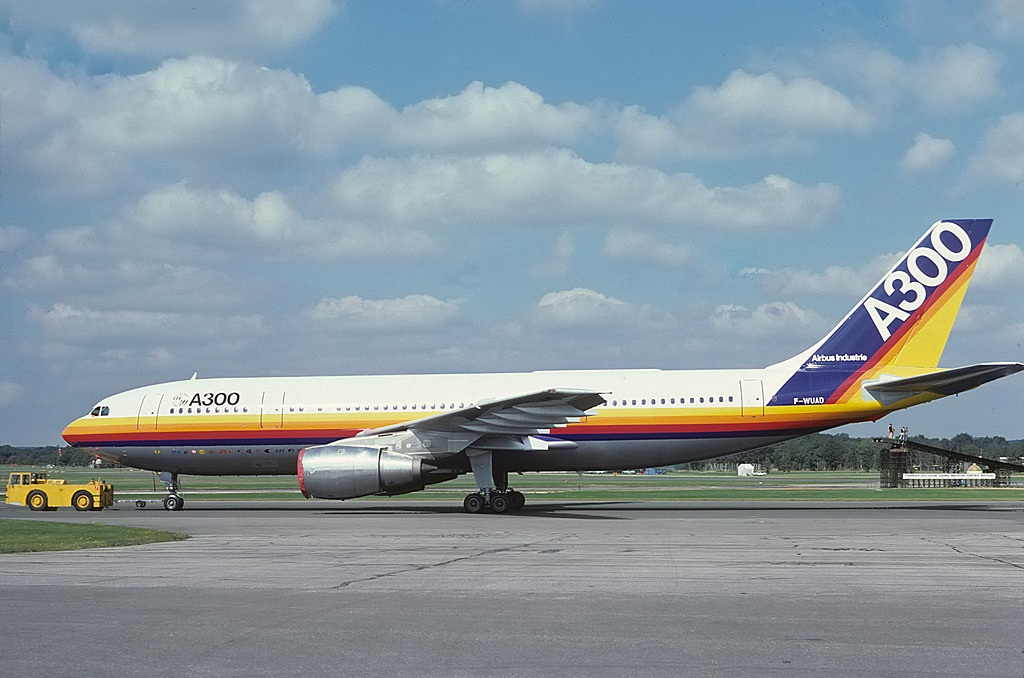
Airbus A300B2-103 - Первый магистральный самолёт, сертифицированный по правилам ETOPS в 1977 году

Airbus A300 — первый двухмоторный широкофюзеляжный самолёт, который совершал полëты через Северную атлантику, Бенгальский залив и Индийский океан в соответствии с 90-минутным регламентом ИКАО с 1976 года.: с.14 
Когда в 1980 году к директору FAA Дж. Линну Хелмсу обратились с вопросом о возможности исключения, он ответил: "Когда в аду будет очень холодный день, тогда я разрешу двухдвигательным авиалайнерам летать на дальнемагистральных маршрутах над водой". Boeing 767-200ER поступил на вооружение в 1984 году.
В 1985 году FAA увеличило продолжительность полета ETOPS до 120 минут на крейсерской скорости с одним двигателем.: с.12 Авиакомпания Trans World Airlines выполнила первый 120-минутный рейс ETOPS (ETOPS-120) 1 февраля 1985 года на самолете Boeing 767-200 из Бостона в Париж. Boeing 767 сжигал на 7000 фунтов (3,2 тонны) топлива в час меньше, чем Lockheed L-1011 TriStar на том же маршруте, что побудило TWA потратить по 2,6 миллиона долларов на каждый принадлежащий им Boeing 767, чтобы модернизировать их до спецификации ETOPS-120. В июне за ней последовала авиакомпания Singapore Airlines с самолëтом Airbus A310. В апреле 1986 года Pan Am открыла трансатлантическую налоговую службу, использующую самолëты A310, и в течение пяти лет число операторов Airbus ETOPS превысило 20.: с.14 

### ETOPS 180

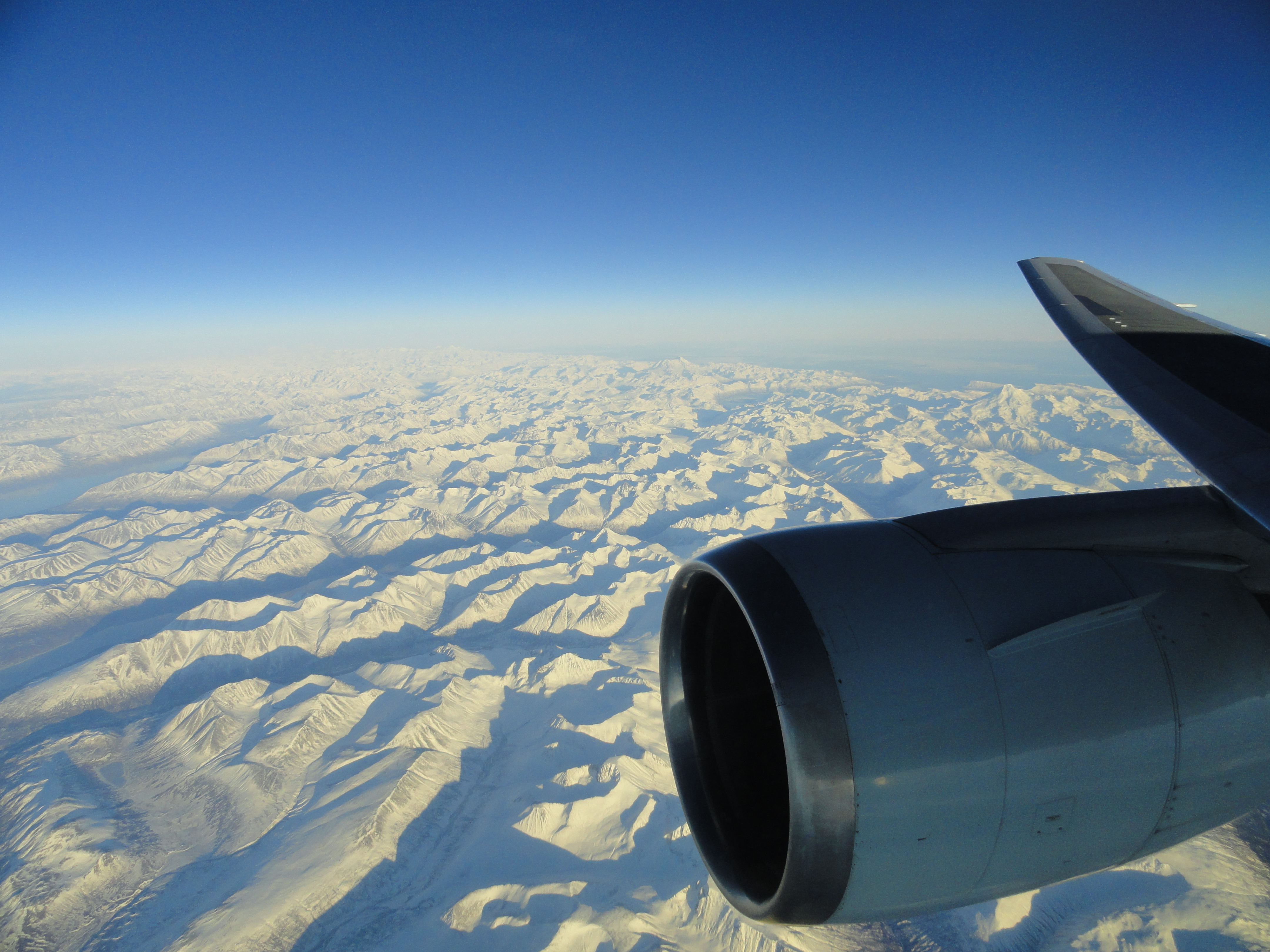
Боинг 767-300ER над Аляской выполняет трансатлантический перелëт по ETOPS 180

В 1988 году FAA внесло поправки в правила ETOPS, разрешив расширение зоны действия стандарта до 180 минут при соблюдении строгих технических и эксплуатационных требований. ETOPS-180 и ETOPS-207 охватывают около 95% территории Земного шара. Первый такой полëт был проведен в 1989 году. Впоследствии этот стандарт был принят JAA, ИКАО и другими регулирующими органами.

### ETOPS 180 с начала производства

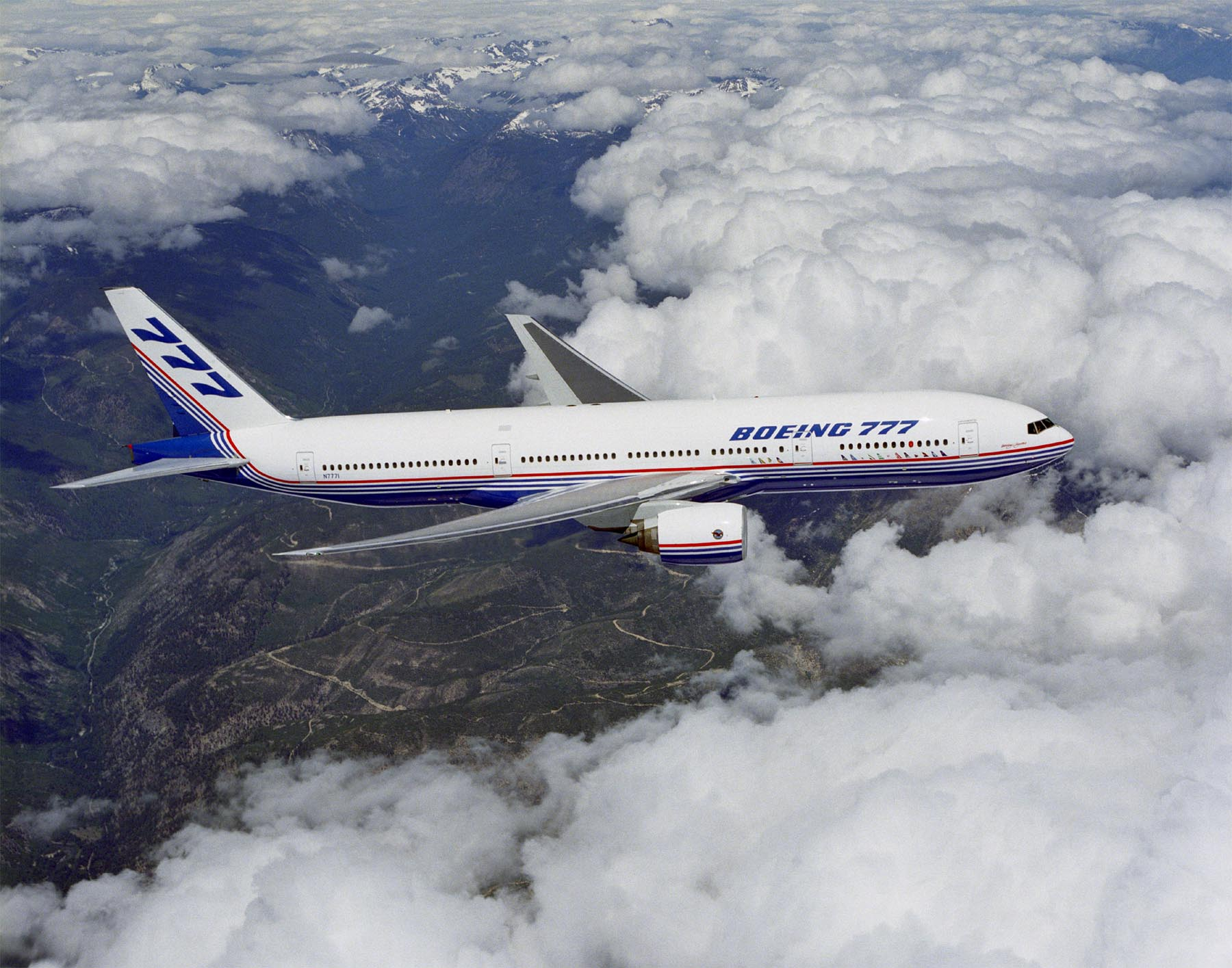
Боинг 777 был первым авиалайнером, который сразу был сертифицирован на ETOPS 180 с начала его производства

Первоначальные правила 1985 года позволяли авиалайнеру получать рейтинг ETOPS-120 при вводе в эксплуатацию. Запуск ETOPS-180 был возможен только после одного года безаварийной 120-минутной эксплуатации ETOPS. В 1990 году Boeing убедил FAA, что сможет поставлять авиалайнер с ETOPS-180 сразу после его ввода в эксплуатацию. Этот процесс получил название Early ETOPS. Боинг 777 стал первым самолетом, который был представлен с показателем ETOPS в 180 минут.
В 1990-х годах Объединëнное авиационное управление (JAA) высказало возражения, и Боинг 777 получил рейтинг ETOPS-120 при поступлении на эксплуатацию в Европе. Европейским авиакомпаниям, эксплуатирующим Боинг 777, пришлось продемонстрировать год безаварийной работы в режиме ETOPS 120, прежде чем самолëт получил 180-минутную версию сертификата.

### За пределами ETOPS-180
С 15 февраля 2007 года FAA постановило, что операторы зарегистрированных в США двухмоторных самолëтов могут совершать полëты продолжительностью более 180 минут, что соответствует проектному пределу. В ноябре 2009 года Airbus A330 стал первым самолëтом, получившим сертификат ETOPS-240, которое с тех пор предлагалось Airbus в качестве опции.
ETOPS-240 и более поздние версии в настоящее время разрешены в индивидуальном порядке, при этом регулирующие органы в Соединенных Штатах, Австралии и Новой Зеландии принимают указанное нормативное расширение. Полномочия предоставляются только эксплуатантам двухмоторных самолетов, курсирующих между определенными городами. Владелец сертификата должен был работать в режиме ETOPS продолжительностью 180 минут или более в течение не менее 24 месяцев подряд, из которых не менее 12 месяцев подряд должен работать в режиме ETOPS продолжительностью 240 минут с использованием комбинации самолет-двигатель, указанной в заявке.

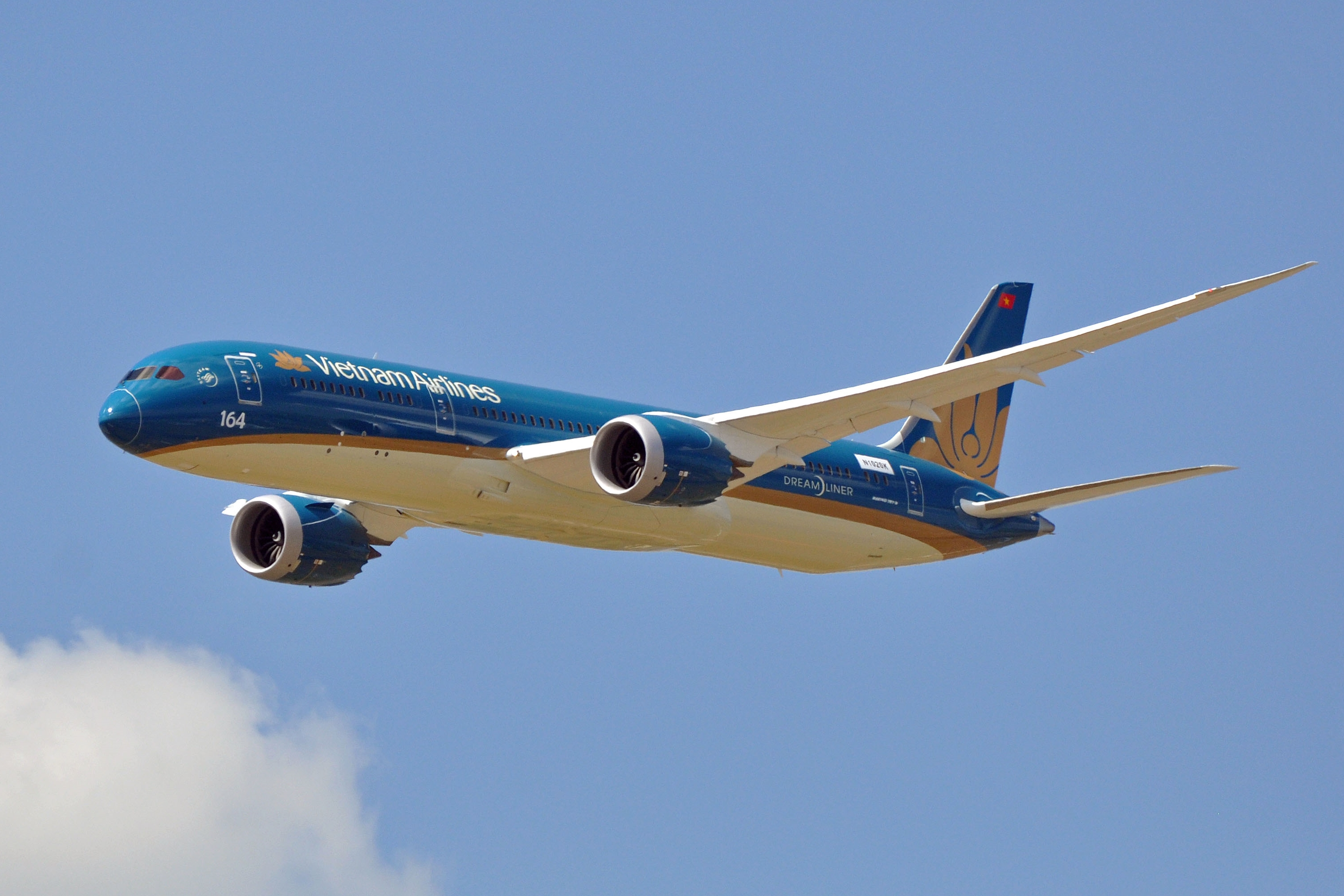
Boeing 787 Dreamliner, сертифицированный по стандарту ETOPS-330 популярен на трансокеанских маршрутах

12 декабря 2011 года компания Boeing получила от FAA на самолëты серии Боинг 777 сертификат продолжительностью до 330 минут, оснащëнных двигателями General Electruc, а также двигателями Rolls-Royce и Pratt & Whitney, которые, как ожидается, будут установлены позже. Первый полëт по ETOPS-330 состоялся 1 декабря 2015 года. Осуществляла ее авиакомпания Air New Zealand по маршруту Окленд — Буэнос-Айрес на Боинг 777-200ER. 28 мая, 2014, Боинг 787 получил свой сертификат ETOPS-330, позволяющий LAN Airlines (теперь известна, как LATAM) чтобы перейти на 787 от А340 на маршруте Сантьяго–Окленд–Сидней через год.
До изменения правил в Северной Америке и Океании некоторые коммерческие авиамаршруты по-прежнему были экономически невыгодны для двухдвигательных реактивных авиалайнеров из-за правил ETOPS, если только маршрут не был незаменимым. Были маршруты, пересекающие Южное полушарие, например, южную часть Тихого океана (например, Сидней — Сантьяго, одно из самых протяженных морских расстояний, выполняемых коммерческими авиакомпаниями), Южную Атлантику (например, Йоханнесбург — Сан-Паулу), южную часть Индийского океана (например, Перт — Йоханнесбург) и Антарктиду.

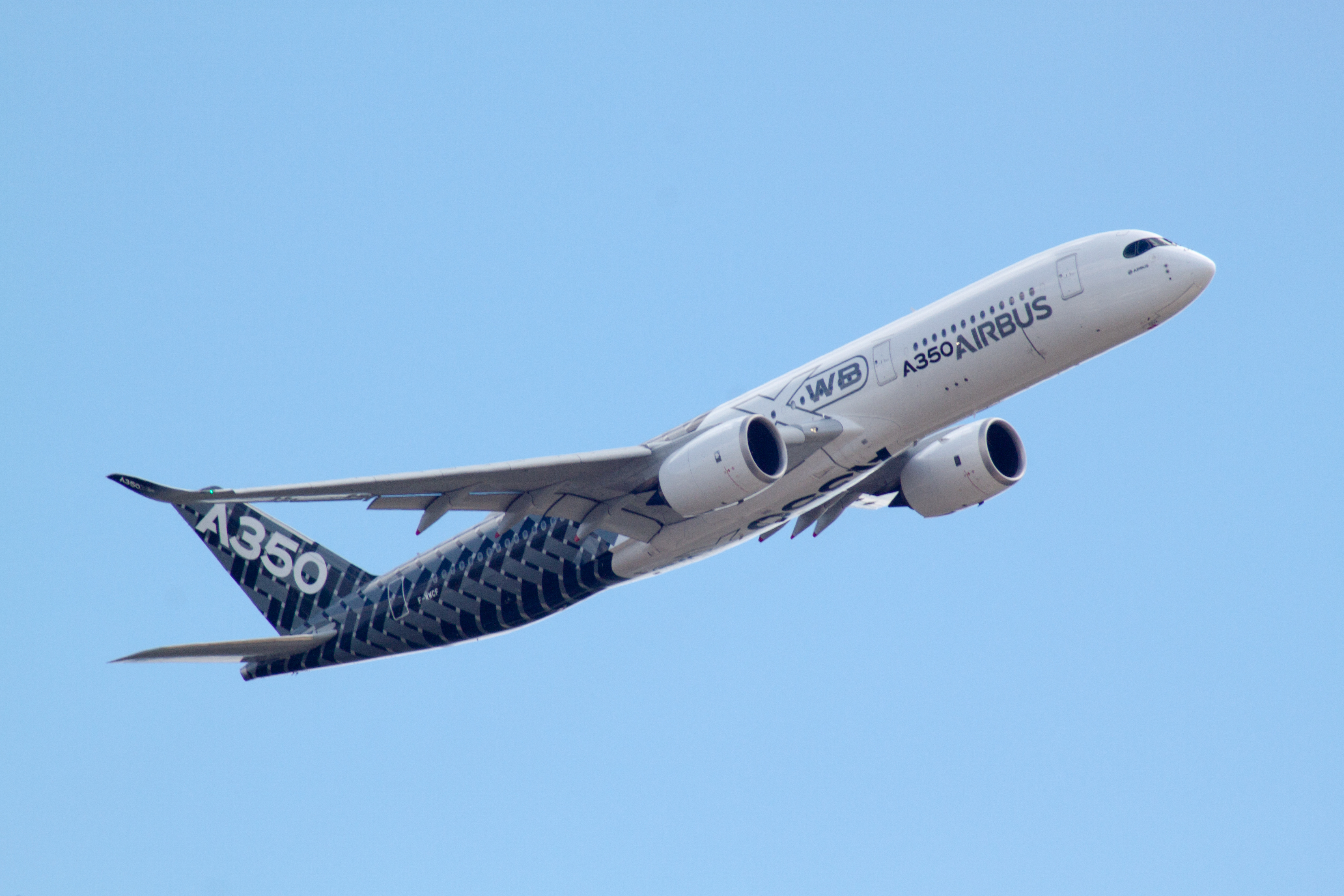
Airbus A350 сертифицирован по стандарту ETOPS-370, что означает, что он может совершать теоретически безопасный 6-часовой перелëт с одним работающим двигателем

До появления Airbus A350 XWB в 2014 году нормативные акты в Северной Америке и Европе допускали выдачу сертификат до 180 минут при начале эксплуатвции. Самолëт A350 XWB был первым, получившим ETOPS-370 до ввода в эксплуатацию европейскими властями. Текущая сертификация ETOPS у A350 XWB охватывает 99,7% всей поверхности Земли, что позволяет совершать перелеты откуда угодно куда угодно, за исключением непосредственно Южного полюса.
Между тем, в феврале 2015 года Boeing 747-8 Intercontinental впервые для четырехмоторного самолëта получил сертификат ETOPS-330. Это один из немногих самолëтов, соответствующий требованиям ETOPS, которому разрешено совершать беспосадочные полëты над Антарктидой с надлежащим чередованием рейсов, наряду с Airbus A340 и A380.